# Pietrabbondante
Pietrabbondante é uma comuna italiana da região do Molise, província de Isérnia, com cerca de 947 habitantes. Estende-se por uma área de 27 km², tendo uma densidade populacional de 35 hab/km². Faz fronteira com Agnone, Castelverrino, Chiauci, Civitanova del Sannio, Pescolanciano, Poggio Sannita.

## Demografia
| Variação demográfica do município entre 1861 e 2011                               |
|                                                                                   |
| Fonte: Istituto Nazionale di Statistica (ISTAT) - Elaboração gráfica da Wikipedia |